# Природни резерват Огашу Казан
Природни резерват Огашу Казан jе локалитет у режиму заштите I степена, површине 20,00ha.
Налази се у доини реке Огашу Казан, у близини Биџиног стрњака, на око 600 м.н.в. На локалитету се налази чиста, добро очувана, висока шума брдске букве.